# 溶菌酶
溶菌酶（英文名称：Lysozyme，又譯溶解酶）是一个化学式为：C633H984O186N200S10分子量为14.7kDa的抗菌酶，属于先天免疫系统的一员，它可經由催化细菌细胞壁肽聚糖中的N-乙酰胞壁酸和N-乙酰葡糖胺残基间的1，4-β-糖苷键水解，而破坏细菌的细胞壁。由于革兰氏阳性菌的肽聚糖层远厚于革兰氏阴性菌，且为其细胞壁主成分，此酶主要针对革兰氏阳性菌。
一些人体细胞分泌液中含有溶菌酶在，如唾液、眼泪、鼻涕；溶菌酶也存在于粒線體中的细胞质颗粒体和蛋清中。

## 历史
1909年，Laschtschenko发现蛋清中有杀菌物质。1922年，亚历山大·弗莱明在研究鼻腔粘液的抗菌作用时发现并命名了溶菌酶。
1965年，大卫·菲利浦用X射线衍射技术研究溶菌酶晶体，解析出了2埃分辨率的晶体结构。这是第二个使用X射线衍射技术得到的蛋白质结构，也是第一个解析出的酶结构。大卫·菲利浦根据次结构提出了溶菌酶催化的机理，该催化机理最近得到了修正。

## 生理学功能
溶菌酶是体内免疫系统的一部分，可杀灭革兰氏阳性菌。溶菌酶结合到细菌表面，减少负电荷并协助对细菌的吞噬作用。新生儿缺乏溶菌酶会导致肺支气管发育不良（bronchopulmonary dysplasia）。食用缺乏溶菌酶的配方奶粉会使婴儿腹泻的概率提高三倍。眼泪中缺乏溶菌酶会导致结膜炎。
某些癌细胞会分泌过量的溶菌酶，导致血液中溶菌酶含量过高，造成肾衰竭和低血钾。

## 催化机制
溶菌酶进攻肽聚糖（细菌细胞壁的组分，特别在革兰氏阳性菌的细胞壁中含量丰富）水解连接N-乙酰胞壁酸和N-乙酰葡糖胺第四位碳原子的糖苷键。整个过程是，首先溶菌酶通过其两个结构域之间的“沟”结合到肽聚糖分子上；随后其底物在酶中形成过渡态的构象。根据Phillips机制，溶菌酶与葡聚六糖结合。然后溶菌酶将葡聚六糖上的第四个糖扭曲为半椅形构象。在这种扭曲状态（能量较高）中，糖苷键很容易就发生断裂。
位于溶菌酶蛋白序列35位的谷氨酸（Glu35）和52位的天冬氨酸（Asp52）的侧链被发现对于溶菌酶的活性非常关键。Glu35作为糖苷键的质子供体，剪切底物的C-O键；而Asp52作为亲核试剂参与生成糖基酶中间体。随后，糖基酶中间体与水分子发生反应，水解生成产物，而酶保持不变。

## 相关疾病
在一些遗传性淀粉样变中发现，病人编码的溶菌酶基因中含有一个突变，从而导致溶菌酶在体内多个组织中聚集。

## 应用
溶菌酶被广泛用于实验室中对细菌所进行的细胞破碎。
由于溶菌酶易于结晶，常被用于各种晶体学相关的研究。